# 议会广场 (爱丁堡)

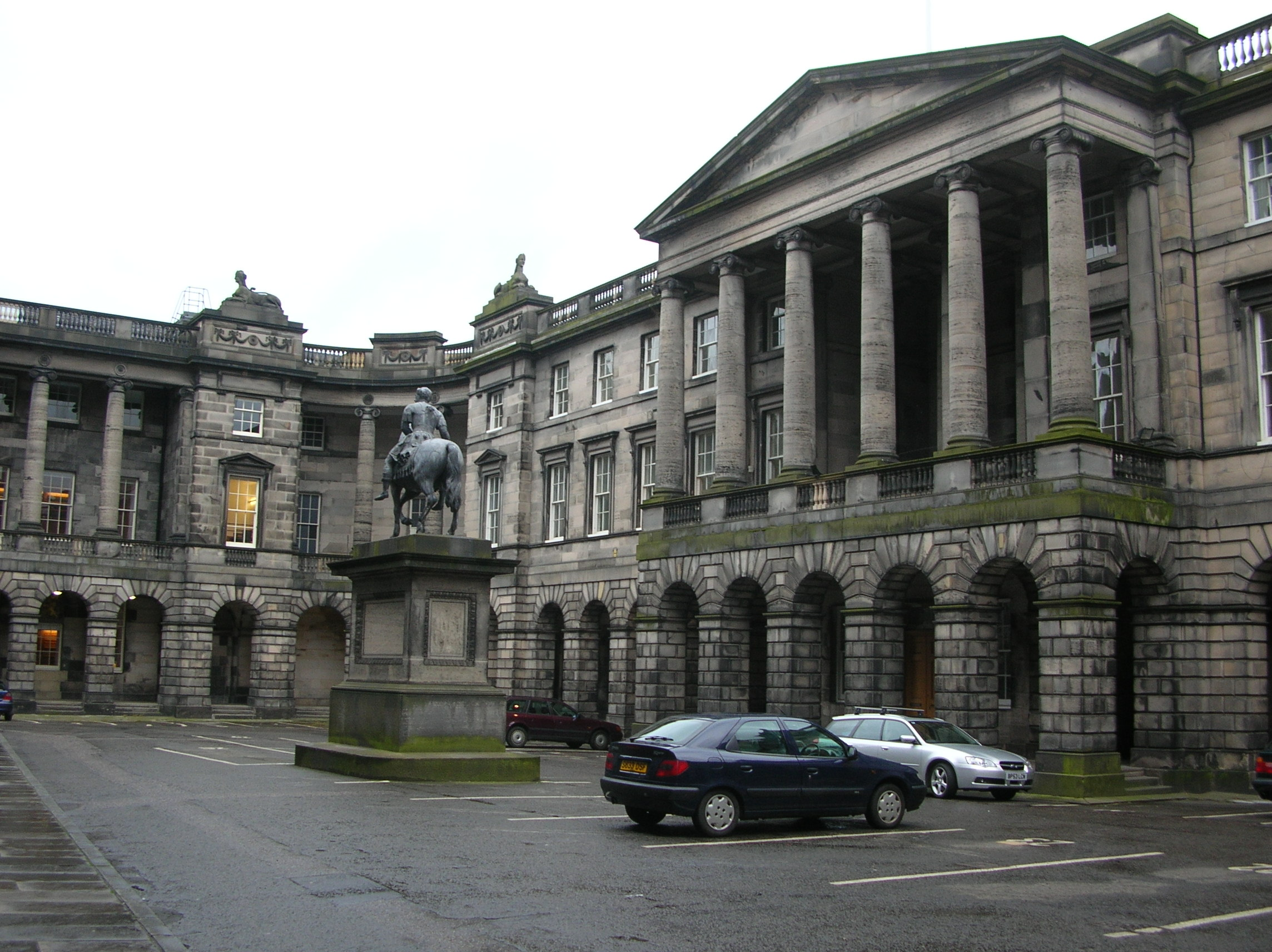

议会广场（Parliament Square）位于爱丁堡高街（High Street），是皇家一英里的一段。这并不是一个正式的广场，而是由两个部分組成，三面围绕圣吉尔斯大教堂，L形区域在东侧和南侧，而教堂西侧的另一个区域称为议会广场西。墨卡特十字座（Mercat Cross）位于广场东侧，而查理二世骑马雕像位于苏格兰最高法院和议会大厦入口前，在西侧。